# Žabalj
Žabalj (en serbe cyrillique : Жабаљ) est une ville et une municipalité de Serbie situées dans la province autonome de Voïvodine. Elles font partie du district de Bačka méridionale. Au recensement de 2011, la ville comptait 9 107 habitants et la municipalité dont elle est le centre 25 777.
Le nom de la ville provient d'un mot serbe, žaba, qui signifie « la grenouille ».

## Géographie

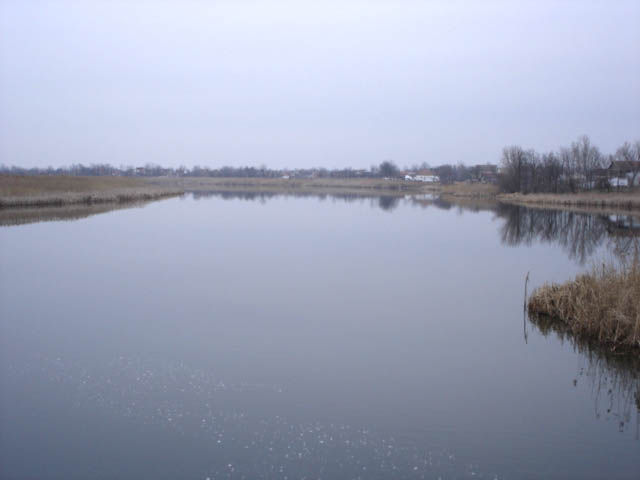
La Jegrička à Žabalj

## Histoire
Žabalj est mentionnée pour la première fois en 1514 comme une forteresse prise par Doža Đerđ.
Aux XVIe et XVIIe siècles, la ville fit partie de l'Empire ottoman ; elle était peuplée majoritairement de Serbes.
Aux XVIIIe et XIXe siècles, Žabalj, possession des Habsbourg, fit partie de la province de la frontière militaire.
Après la dislocation de l'Autriche-Hongrie en 1918, Žabalj fit partie du royaume des Serbes, Croates et Slovènes, qui, en 1929, devint le royaume de Yougoslavie.
Pendant la Seconde Guerre mondiale, la ville fut occupée par les puissances de l'Axe. En 1942, un raid fit 666 morts. Cet événement est commémoré par un monument élevé en l'honneur des victimes près de la ville.

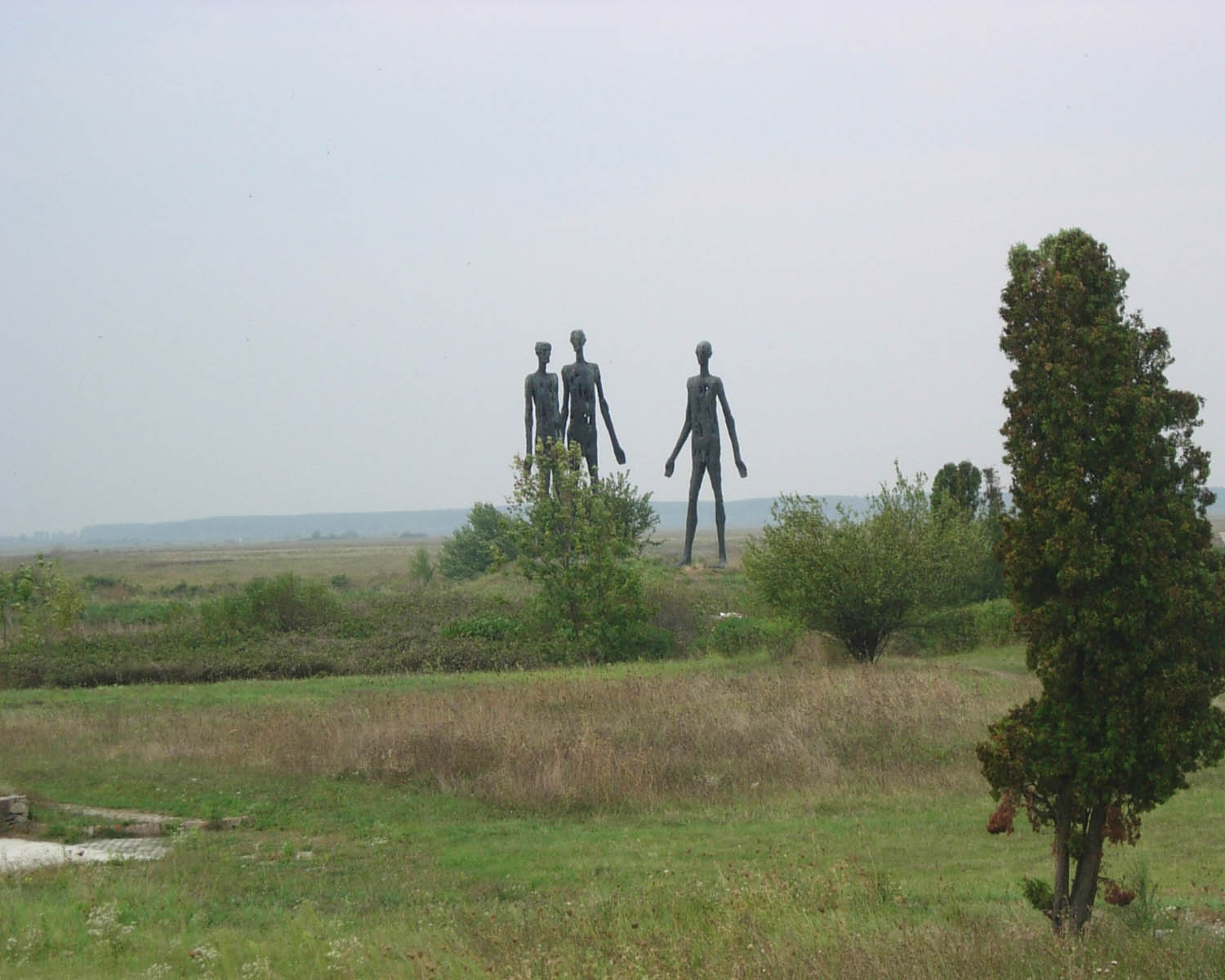
Monument en l'honneur des victimes du raid de 1942 près de Žabalj

## Localités de la municipalité de Žabalj

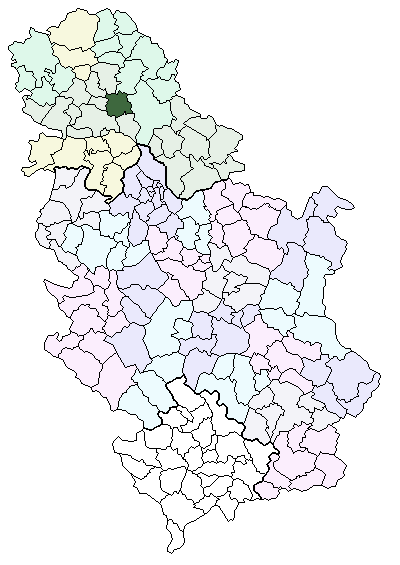
Localisation de la municipalité de Žabalj en Serbie
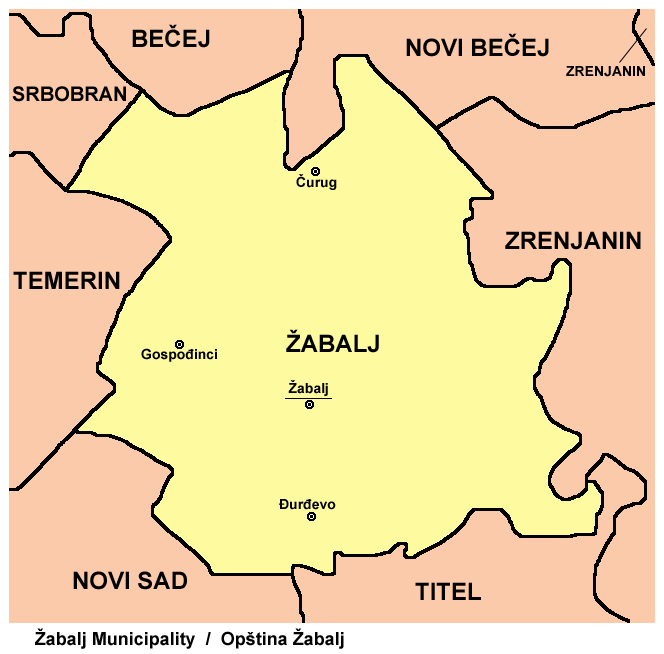
Localités de la municipalité de Žabalj

La municipalité de Žabalj compte 4 localités :
- Gospođinci
- Đurđevo
- Žabalj
- Čurug

Žabalj est officiellement classée parmi les « localités urbaines » (en serbe : градско насеље et gradsko naselje) ; toutes les autres localités sont considérées comme des « villages » (село/selo).

## Démographie

### Ville

#### Évolution historique de la population dans la ville
| 1948  | 1953  | 1961  | 1971  | 1981  | 1991  | 2002  | 2011  |
| ----- | ----- | ----- | ----- | ----- | ----- | ----- | ----- |
| 6 273 | 6 672 | 7 457 | 7 851 | 8 503 | 8 766 | 9 598 | 9 107 |

### Municipalité

#### Répartition de la population dans la municipalité (2002)
Toutes les localités de la municipalité de Žabalj possèdent une majorité de peuplement serbe.

## Politique

### Élections locales de 2004
À la suite des élections locales de 2004, les sièges de l'assemblée municipale de Žabalj se répartissaient de la manière suivante :
| Parti                            | Sièges |
| -------------------------------- | ------ |
| Parti radical serbe              | 12     |
| Parti démocratique               | 5      |
| Mouvement Force de la Serbie     | 3      |
| Mouvement serbe du renouveau     | 2      |
| G17 Plus                         | 2      |
| Coalition « Victoire »           | 2      |
| Alliance des Serbes de Voïvodine | 2      |
| Parti socialiste de Serbie       | 2      |
| Parti démocratique de Serbie     | 1      |

### Élections locales de 2008
À la suite des élections locales serbes de 2008, les 31 sièges de l'assemblée municipale de Žabalj se répartissaient de la manière suivante :
| Parti                                                                         | Sièges |
| ----------------------------------------------------------------------------- | ------ |
| Parti radical serbe                                                           | 14     |
| Parti démocratique                                                            | 9      |
| Parti démocratique de Serbie - Nouvelle Serbie - Mouvement serbe du renouveau | 4      |
| Parti socialiste de Serbie - Parti des retraités unis de Serbie - Serbie unie | 2      |
| Liste « Srcem, znanjem i poštenjem za uspešniju opštinu - Za lepše selo »     | 2      |

Branko Stajić, membre du Parti démocratique du président Boris Tadić, qui conduisait la liste Pour une Serbie européenne soutenue par Tadić, a été élu président (maire) de la municipalité. Milorad Stepanov, qui figurait sur la même liste, a été élu président de l'assemblée municipale.

## Personnalité
Stevan Bodnarov (1905-1993), un sculpteur et peintre serbe est né à Gospođinci.